# Pandémie de Covid-19 en Éthiopie
La pandémie de Covid-19 en Éthiopie démarre officiellement le 13 mars 2020. À la date du 30 septembre 2022, le bilan est de 7 572 morts.

## Contexte

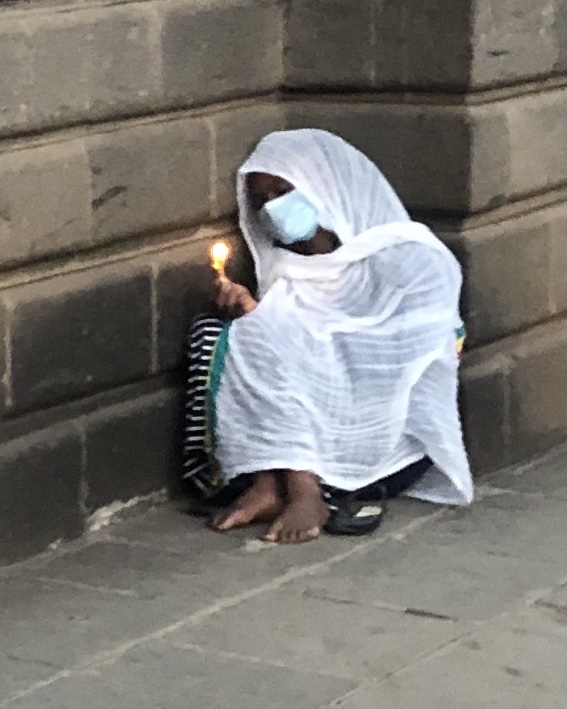
Une jeune fille d'Addis-Abeba allume une bougie au nom de la lutte contre la pandémie (janvier 2021).

Les autorités éthiopiennes n'ont pas promulgué de confinement mais ont opté pour la suspension des écoles, l'arrêt des évènements sportifs et l'interdiction des réunions publiques ainsi que la fermeture de ses frontières aériennes, terrestres et maritimes.
L'évolution de l'épidémie dans le pays fluctue en fonction des différentes mesures prises pour limiter l'évolution du coronavirus.
Les habitants du Tigré sont menacés par une insécurité à l'aide humanitaire à cause de la guerre alors que la pandémie est en pleine expansion dans le pays. En plus de la guerre dans la région, le pays a été frappé par une invasion de criquets provoquant des famines dans les régions reculées du pays. Il faut ajouter à cela le ralentissement de la croissance et d'autres épidémies sur le territoire.
Le pays est densément peuplé et compte environ 108 millions d'habitants mais a un réseau de santé quasi inexistant; un lit pour 1 000 habitants, ce qui le rend vulnérable à la pandémie.

## Chronologie

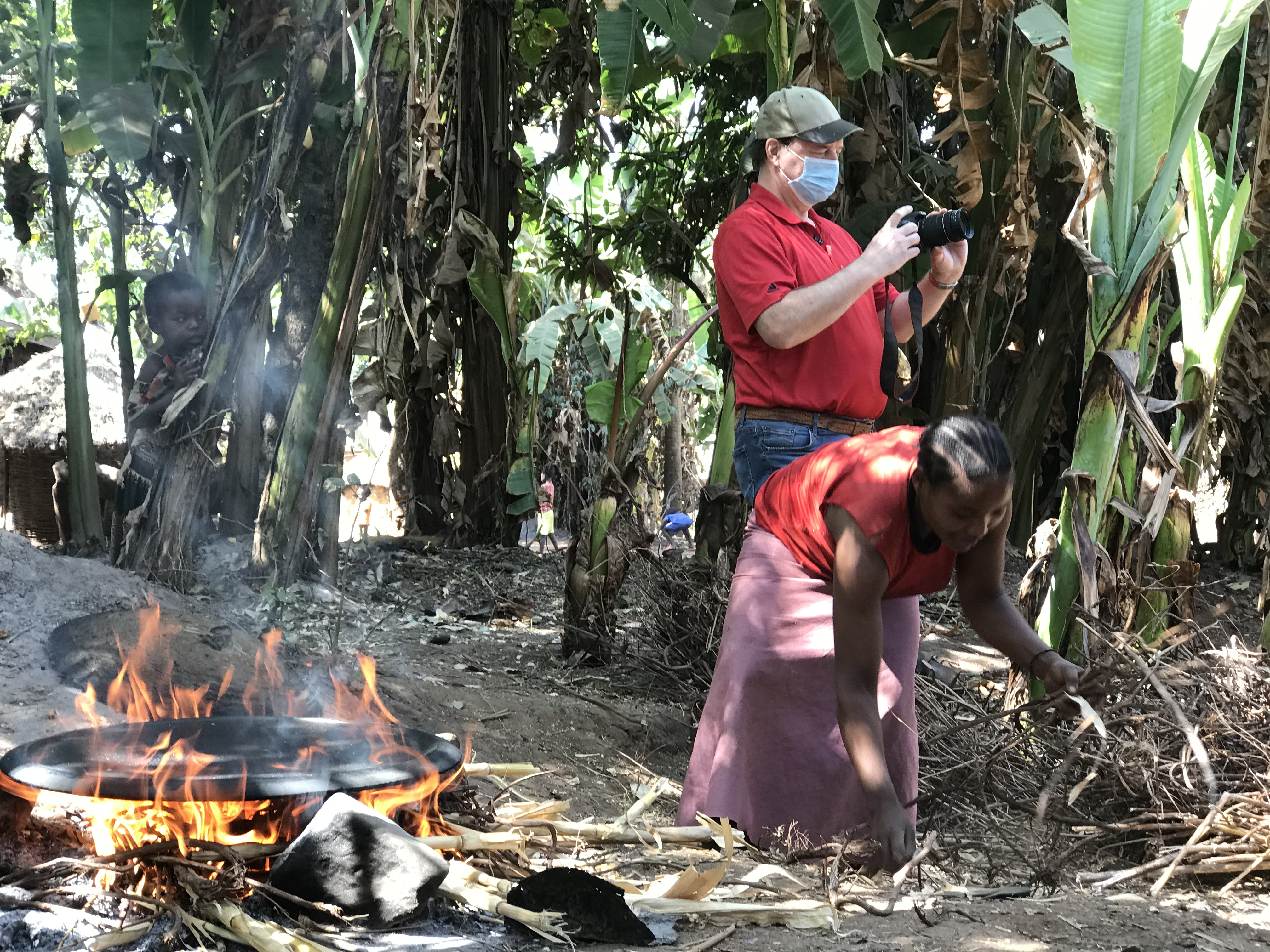
Le pays met en place des protocoles sanitaires stricts pour préserver le tourisme : près de Jinka, une jeune femme Aari vaque à ses occupations pendant qu'un visiteur masqué prend des photos.

Les nombres de morts indiquée dans cette chronologie sont basés sur les chiffres de l'université Johns-Hopkins,.
Le 12 mars 2020, le ministre de la Santé change : Lia Tadesse est nommée à la tête de ce ministère.
Le 13 mars 2020, le premier cas de Covid-19 dans le pays est annoncé officiellement.
Le 22 mars 2020, le cap des 10 cas est dépassé. Le nombre de cas de Covid-19 confirmés est de 11.
Le 5 avril 2020, deux personnes atteintes de la Covid-19 meurent, ce sont les premières victimes en Éthiopie.
Le 18 avril 2020, le cap des 100 cas est dépassé. Le nombre de cas de Covid-19 confirmés est de 105.
Le 30 mai 2020, le cap des 1 000 cas est dépassé. Le nombre de cas de Covid-19 confirmés est de 1 063.
Le 31 mai 2020, le cap des 10 morts est dépassé. Le nombre de morts de la Covid-19 est de 11.
Le 29 juin 2020, le cap des 100 morts est dépassé. Le nombre de morts de la Covid-19 est de 103.
Le 20 juillet 2020, le cap des 10 000 cas est dépassé. Le nombre de cas de Covid-19 confirmés est de 10 207. Un premier pic en nombre de morts journalier est atteint dans la deuxième partie du mois d'août 2020.
Le 13 septembre 2020, le cap des 1 000 morts est dépassé. Le nombre de morts de la Covid-19 est de 1 013.
Le 10 novembre 2020, le cap des 100 000 cas est dépassé. Le nombre de cas de Covid-19 confirmés est de 100 327. D'octobre 2020 à février 2021, la situation semble se stabiliser avec chaque jour, entre 5 et 13 morts. Puis la pandémie flambe à nouveau en mars 2021.
Deuxième pays le plus peuplé d'Afrique (derrière le Nigeria), avec 110 millions d'habitants, l'Ethiopie reçoit par contre des premières doses de vaccins (2,2 millions de premières doses) dans le cadre de l'initiative COVAX (COVID-19 Vaccines Global Access) début mars 2021. 
Pour autant, le deuxième pic en nombre de personnes déclarées mortes du Covid-19  par jour est atteint le 20 avril, avec 47 nouveaux morts ce jour-là. Ce nombre de morts par jour baisse ensuite pour atteindre une dizaine par jour en juin 2021. En cumulé depuis le début de la pandémie, l'Éthiopie compte, le 5 juin 2021, 272 036 cas confirmés et 4 178 morts (pour 110 millions d'habitants environ).

## Statistiques

Nombre de cas en Éthiopie depuis le début de l'épidémie.

Nombre de morts en Éthiopie depuis le début de l'épidémie.